# Mauro Silva Urrutia
Mauro Armando Silva Urrutia (Santiago, 21 de enero de 1989) es un futbolista chileno.
Llegó a las canteras de Colo-Colo en el año 1998. Debutó en el plantel de honor de Colo-Colo el 22 de noviembre de 2006 frente a Cobresal por la última fecha del Torneo de Clausura de ese año, donde Colo-Colo fue dirigido por el interino Fernando Astengo (el técnico titular era Claudio Borghi).

## Clubes
| Club              | País  | Año       |
| ----------------- | ----- | --------- |
| Colo Colo         | Chile | 2006-2010 |
| Trasandino        | Chile | 2011      |
| Fernández Vial    | Chile | 2012      |
| San Antonio Unido | Chile | 2013-2015 |

## Palmarés

### Campeonatos nacionales
| Título           | Club      | País  | Año    |
| ---------------- | --------- | ----- | ------ |
| Primera División | Colo-Colo | Chile | 2006-C |